# Siemion Krasnow
Siemion Nikołajewicz Krasnow, ros. Семен Николаевич Краснов (ur. 13 marca 1893 w miejscowości Krasnopolie w Rosji, zm. 17 stycznia 1947 w Moskwie) – rosyjski wojskowy (pułkownik), szef zarządu wojskowego oddziału kozackiego ministerstwa okupowanych ziem wschodnich III Rzeszy, a następnie szef sztabu Głównego Zarządu Wojsk Kozackich podczas II wojny światowej.
Był krewnym gen. Piotra N. Krasnowa. Uczęszczał do nikołajewskiej szkoły kawaleryjskiej, którą ukończył w 1913 r. Służył w lejbgwardii kozackiego pułku kawalerii. Brał udział w I wojnie światowej jako dowódca oddziału karabinów maszynowych lejbgwardii kozackiego pułku kawalerii w stopniu podesauła. Na początku 1918 r. wstąpił do oddziałów Kozaków dońskich walczących po stronie białych przeciwko bolszewikom. Od sierpnia 1920 r. w stopniu pułkownika był komendantem Kwatery Głównej gen. Piotra N. Wrangla, a następnie dowódcą dywizjonu lejbgwardii kozackiego pułku kawalerii. Po ewakuacji wojsk białych z Krymu do Gallipoli w listopadzie 1920 r., udał się na emigrację. W 1921 r. zamieszkał w Jugosławii, a w sierpniu 1924 r. przeniósł się do Paryża.
Po wybuchu II wojny światowej podjął współpracę z Niemcami. Nawiązał w Berlinie kontakty z Oberkommando der Wehrmacht (OKW), współuczestnicząc w opracowywaniu planów ataku na ZSRR. 21 kwietnia 1941 r. został szefem 2 oddziału zarządu ds. rosyjskiej emigracji we Francji. W 1942 r. został wysłany nad Don, gdzie pomagał w formowaniu ochotniczych oddziałów Kozaków dońskich w służbie armii niemieckiej. Od 20 sierpnia 1943 r. był szefem zarządu wojskowego oddziału kozackiego ministerstwa Rzeszy okupowanych ziem wschodnich. W kwietniu 1944 r. w stopniu generała majora został oficerem sztabowym do specjalnych poruczeń, a 5 maja tego roku – szefem sztabu Głównego Zarządu Wojsk Kozackich. W lutym 1945 r. przyłączył się do Kozackiego Stanu znajdującego się w północnych Włoszech, wraz z którym poddał się wojskom brytyjskim w Austrii. 29 maja w Judenburgu został przekazany Sowietom. Po procesie kozackich kolaborantów został skazany na karę śmierci, wykonaną przez powieszenie 17 stycznia 1947 r. Jego synem jest generał armii chilijskiej Miguel Krasnow, jeden ze zwolenników b. dyktatora gen. Augusto Pinocheta.